# Coleochloa glabra
Coleochloa glabra är en halvgräsart som beskrevs av Ernest Nelmes. Coleochloa glabra ingår i släktet Coleochloa, och familjen halvgräs. Inga underarter finns listade i Catalogue of Life.